# Herb Baku

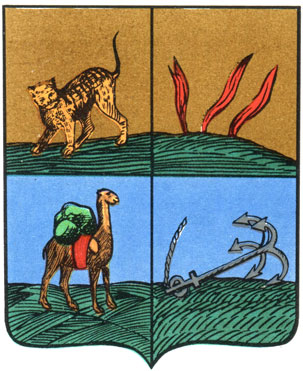
Herb z 1843 roku

Herb Gubernatorstwa Baku z 1883

Herb Baku – Oficjalny symbol stolicy Azerbejdżanu – miasta Baku, wprowadzony 14 kwietnia 1967. 

## Wygląd i Symbolika
Na błękitnym polu trzy płomienie złote – artystyczne przedstawienie ,,Krainy Ognia" popularnego przydomka Azerbejdżanu. Na podstawie trzy falujące wstęgi złote na turkusowym tle, symbolizujące położenie miasta na zachodnim brzegu Morza Kaspijskiego. Dolna część podstawy czarna, symbolizuje zasobność rejonu Baku w złoża ropy naftowej.  Pole otocza złota bordiura.

## Historia
Do 1841 roku miasto nie posiadało herbu. W 1841 generał Gołowin – naczelny wódz Kaukazu i senator Gan, poinformowali władzę, że region kaspijski, oraz inne okręgi kaukaskie nie posiadają własnego herbu. 21 maja 1843 roku car Mikołaj II zatwierdził herb guberni gruzińsko-imereckiej i regionu kaspijskiego. 16 marca 1883 roku, za zgodą cara Aleksandra III, zaprojektowano nowy herb miasta. Podczas swej historii herb wielokrotnie był zmieniany. Ostatnia zmiana miała miejsce 10 lat po upadku Związku Socjalistycznych Republik Radzieckich – w 2001 roku. 